# 泰斯贝格施泰根
泰斯贝格施泰根是德国莱茵兰-普法尔茨州的一个市镇。总面积5.00平方公里，总人口678人，其中男性343人，女性335人（2011年12月31日），人口密度136人/平方公里。